# マンデルアミドアミダーゼ
マンデルアミドアミダーゼ(Mandelamide amidase、EC 3.5.1.86)は、以下の化学反応を触媒する酵素である。
(R)-マンデルアミド + 水{\displaystyle \rightleftharpoons }マンデル酸 + アンモニア
従って、この酵素の基質は、(R)-マンデルアミドと水の2つ、生成物は(R)-マンデル酸とアンモニアの2つである。
この酵素は加水分解酵素、特に鎖状アミドの炭素-窒素結合に作用するものに分類される。系統名は、マンデルアミド アミドヒドロラーゼ(mandelamide amidohydrolase)である。他に、Pseudomonas mandelamide hydrolaseとも呼ばれる。